# Irabazi
Irabazi («Ganar» en euskera) fue una coalición electoral española de ámbito vasco, creada para las elecciones municipales y forales de 2015. Estaba formada por Ezker Anitza-Izquierda Unida, EQUO, Alternativa Republicana y candidatos independientes.
Presentó candidaturas a los tres parlamentos forales y a varios municipios bajo la denominación Irabazi-Ganar, ya que la denominación Irabazi Ganemos fue rechazada por la Junta Electoral Central, al existir el partido Ganemos.

## Resultados electorales
Se toman como referencia los resultados de Ezker Batua-Berdeak.

### Juntas Generales
| Año elección | Juntas Generales de Álava | Juntas Generales de Álava | Juntas Generales de Álava | Juntas Generales de Álava |
| Año elección | n.º votos                 | % voto                    | n.º escaños               | +/–                       |
| ------------ | ------------------------- | ------------------------- | ------------------------- | ------------------------- |
| 2015         | 5953                      | 3,70 (6º)                 | 1/51                      | 1                         |

| Año elección | Juntas Generales de Guipúzcoa | Juntas Generales de Guipúzcoa | Juntas Generales de Guipúzcoa | Juntas Generales de Guipúzcoa |
| Año elección | n.º votos                     | % voto                        | n.º escaños                   | +/–                           |
| ------------ | ----------------------------- | ----------------------------- | ----------------------------- | ----------------------------- |
| 2015         | 8451                          | 2,40 (6º)                     | 0/51                          | Sin cambios                   |

| Año elección | Juntas Generales de Vizcaya | Juntas Generales de Vizcaya | Juntas Generales de Vizcaya | Juntas Generales de Vizcaya |
| Año elección | n.º votos                   | % voto                      | n.º escaños                 | +/–                         |
| ------------ | --------------------------- | --------------------------- | --------------------------- | --------------------------- |
| 2015         | 14 773                      | 2,61 (6º)                   | 0/51                        | Sin cambios                 |

### Municipales
| Año elección | País Vasco | País Vasco | País Vasco  | País Vasco |
| Año elección | n.º votos  | % voto     | n.º escaños | +/–        |
| ------------ | ---------- | ---------- | ----------- | ---------- |
| 2015         | 37 150     | 3,42 (5º)  | 27/2628     | 14         |

#### Resultados municipales en las principales ciudades
| Año elección | Baracaldo | Baracaldo | Baracaldo   | Baracaldo |
| Año elección | n.º votos | % voto    | n.º escaños | +/–       |
| ------------ | --------- | --------- | ----------- | --------- |
| 2015         | 5590      | 12,0 (4º) | 4/27        | 3         |

| Año elección | Basauri   | Basauri   | Basauri     | Basauri     |
| Año elección | n.º votos | % voto    | n.º escaños | +/–         |
| ------------ | --------- | --------- | ----------- | ----------- |
| 2015         | 838       | 4,09 (6º) | 0/21        | Sin cambios |

| Año elección | Bilbao    | Bilbao    | Bilbao      | Bilbao |
| Año elección | n.º votos | % voto    | n.º escaños | +/–    |
| ------------ | --------- | --------- | ----------- | ------ |
| 2015         | 13 790    | 8,52 (5º) | 2/29        | 2      |

| Año elección | Guecho    | Guecho    | Guecho      | Guecho |
| Año elección | n.º votos | % voto    | n.º escaños | +/–    |
| ------------ | --------- | --------- | ----------- | ------ |
| 2015         | 5809      | 14,5 (3º) | 4/25        | 4      |

| Año elección | Ermua     | Ermua     | Ermua       | Ermua       |
| Año elección | n.º votos | % voto    | n.º escaños | +/–         |
| ------------ | --------- | --------- | ----------- | ----------- |
| 2015         | 735       | 9,15 (6º) | 1/17        | Sin cambios |

| Año elección | Éibar     | Éibar     | Éibar       | Éibar |
| Año elección | n.º votos | % voto    | n.º escaños | +/–   |
| ------------ | --------- | --------- | ----------- | ----- |
| 2015         | 904       | 6,76 (4º) | 1/21        | 1     |

| Año elección | Irún      | Irún      | Irún        | Irún |
| Año elección | n.º votos | % voto    | n.º escaños | +/–  |
| ------------ | --------- | --------- | ----------- | ---- |
| 2015         | 1178      | 4,19 (6º) | 0/25        | 1    |

| Año elección | Iruña de Oca | Iruña de Oca | Iruña de Oca | Iruña de Oca |
| Año elección | n.º votos    | % voto       | n.º escaños  | +/–          |
| ------------ | ------------ | ------------ | ------------ | ------------ |
| 2015         | 108          | 7,13 (5º)    | 1/11         | 1            |

| Año elección | Ortuella  | Ortuella  | Ortuella    | Ortuella |
| Año elección | n.º votos | % voto    | n.º escaños | +/–      |
| ------------ | --------- | --------- | ----------- | -------- |
| 2015         | 505       | 7,24 (5º) | 1/13        | 1        |

| Año elección | Portugalete | Portugalete | Portugalete | Portugalete |
| Año elección | n.º votos   | % voto      | n.º escaños | +/–         |
| ------------ | ----------- | ----------- | ----------- | ----------- |
| 2015         | 1157        | 4,86 (6º)   | 0/21        | 1           |

| Año elección | Rentería  | Rentería  | Rentería    | Rentería |
| Año elección | n.º votos | % voto    | n.º escaños | +/–      |
| ------------ | --------- | --------- | ----------- | -------- |
| 2015         | 3518      | 18,9 (3º) | 4/21        | 3        |

| Año elección | Santurce  | Santurce  | Santurce    | Santurce    |
| Año elección | n.º votos | % voto    | n.º escaños | +/–         |
| ------------ | --------- | --------- | ----------- | ----------- |
| 2015         | 902       | 3,98 (6º) | 0/21        | Sin cambios |

| Año elección | San Sebastián | San Sebastián | San Sebastián | San Sebastián |
| Año elección | n.º votos     | % voto        | n.º escaños   | +/–           |
| ------------ | ------------- | ------------- | ------------- | ------------- |
| 2015         | 6947          | 7,1 (5º)      | 2/27          | 2             |

| Año elección | Vitoria   | Vitoria   | Vitoria     | Vitoria |
| Año elección | n.º votos | % voto    | n.º escaños | +/–     |
| ------------ | --------- | --------- | ----------- | ------- |
| 2015         | 6130      | 5,12 (6º) | 1/27        | 1       |